# بیلی برام
بیلی برام (انگلیسی: Bailey Bram؛ زادهٔ ۵ سپتامبر ۱۹۹۰) بازیکن هاکی روی یخ اهل کانادا است.